# Illfurth
Illfurth é uma comuna francesa na região administrativa de Grande Leste, no departamento Alto Reno. Estende-se por uma área de 9,14 km². Em 2010 a comuna tinha 2 523 habitantes (densidade: 276 hab./km²).